# Boswellia
Boswellia là một chi thực vật thân gỗ trong họ Burseraceae, được biết đến vì cho nhựa cây có nhiều tác dụng dược học, nhất là chống viêm. Nhựa của một số loài có hương thơm đặc biệt và được gọi là nhũ hương.

## Các loài
- B. ameero Balf.f.
- B. boranensis Engl.
- B. bricchettii (Chiov.) Chiov.
- B. bullata Thulin
- B. chariensis Guillaumin
- B. dalzielii Hutch.
- B. dioscoridis Thulin
- B. elegans Engl.
- B. elongata Balf.f.
- B. frereana Birdw.
- B. globosa Thulin
- B. hildebrandtii Engl.
- B. holstii Engl.
- B. madagascariensis Capuron (đồng nghĩa: Ambilobea madagascariensis)
- B. microphylla Chiov.
- B. multifoliolata Engl.
- B. nana Hepper
- B. neglecta S.Moore
- B. odorata Hutch.
- B. ogadensis Vollesen
- B. ovalifoliolata N.P.Balakr. & A.N.Henry
- B. papyrifera (Del.) Hochst.
- B. pirottae Chiov.
- B. popoviana Hepper
- B. rivae Engl.
- B. ruspoliana Engl.
- B. sacra Flueck.
- B. serrata Roxb. ex Colebr. (loài điển hình)
- B. socotrana Balf.f.

Nguồn danh sách: